# Julia Schiff

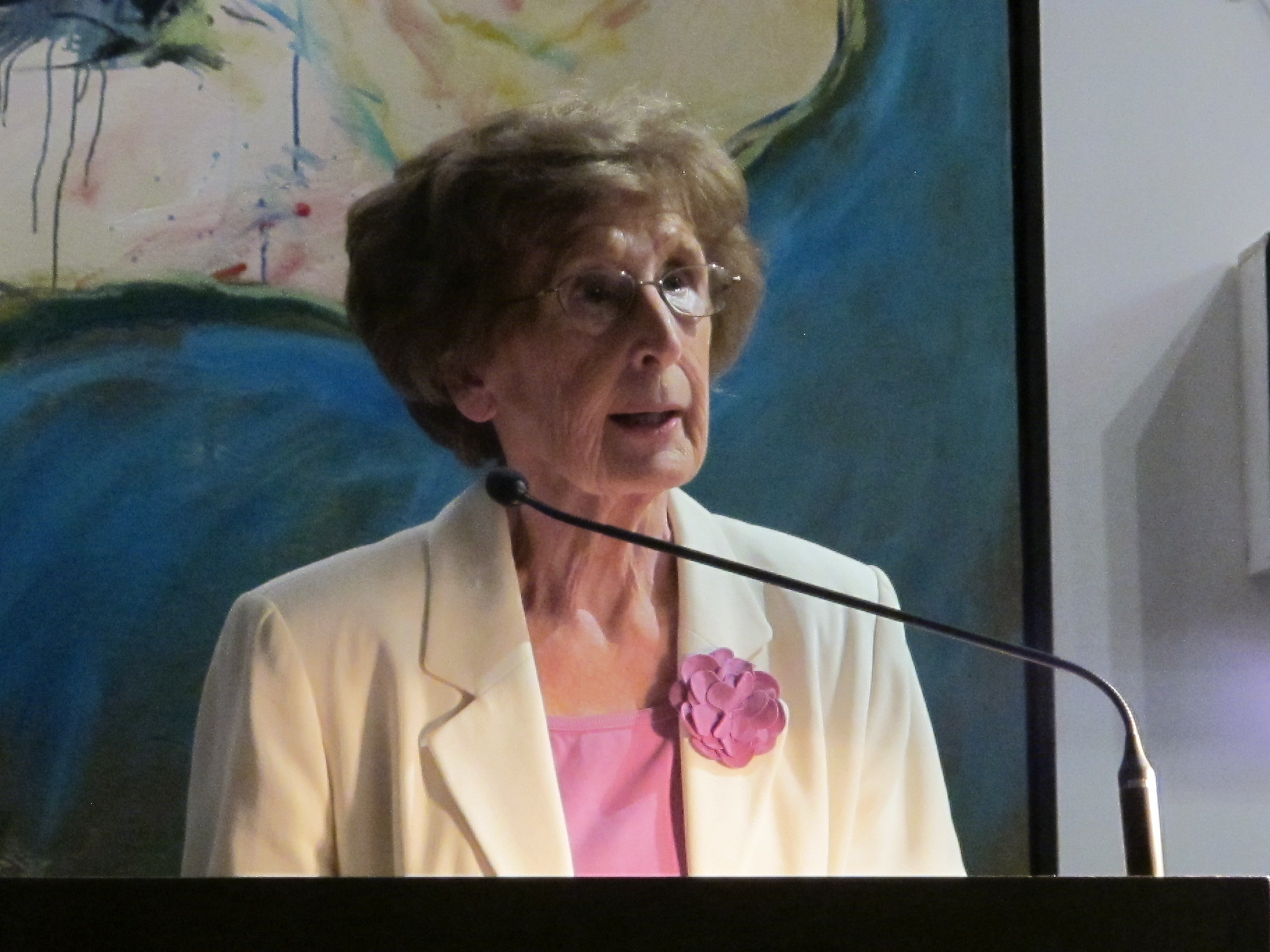
Julia Schiff bei einer Buchpräsentation im Lyrik Kabinett 2018

Julia Schiff (* 1940 in Deta, Königreich Rumänien) ist eine deutsche Schriftstellerin und Übersetzerin.

## Leben
1951 wurde Julia Schiff mit ihrer Familie für fünf Jahre in die Baragan-Steppe deportiert. Diese traumatische Erfahrung hat sie in ihrem ersten Roman Steppensalz, der 2000 erschien, fiktionalisiert.
Nach dem ersten Studium an der Lehrerbildungsanstalt in Temeswar (1956–58) arbeitete sie als Grundschullehrerin. Von 1969 bis 1974 studierte sie Romanische Philologie an der Philologischen Fakultät der Universität des Westens Timișoara und war anschließend als Lehrerin an einem Gymnasium tätig.
1981 siedelte sie in die Bundesrepublik Deutschland über. Von 1983 bis zur Pensionierung war Julia Schiff als Lehrstuhlsekretärin am Institut für Romanische Philologie in München tätig.
Julia Schiff verfasst Lyrik, Prosa, Rezensionen, Essays, Kulturberichte sowie kulturhistorische Aufsätze, die in Zeitungen, Zeitschriften und im Rundfunk veröffentlicht wurden. Zudem übersetzt sie aus dem Ungarischen ins Rumänische und Deutsche (unter anderem – mit Robert Schiff – Werke von Márton Kalász).
Sie erhielt unter anderem 1989 den Lyrikpreis der Edition L (Loßburg), 2001 den Donauschwäbischen Kulturpreis des Landes Baden-Württemberg sowie ein Übersetzerstipendium der Stiftung Magyar Fordítók in Budapest.
Julia Schiff ist verheiratet mit dem Maler und Schriftsteller Robert Schiff und lebt in München.

## Einzeltitel
- Steppensalz. Roman. Verlag Südostdeutsches Kulturwerk, München 2000; Neuausgabe: Pop Verlag, Ludwigsburg 2012, ISBN 978-3-86356-033-1.
- Nachtfalterzeit. Gedichte. Wiesenburg Verlag, Schweinfurt 2008, ISBN 978-3-940756-18-3.
- Reihertanz. Roman. Pop Verlag, Ludwigsburg 2011, ISBN 978-3-86356-014-0.
- Verschiebungen. Roman. Pop Verlag, Ludwigsburg 2013, ISBN 978-3-86356-075-1.
- Katzengold. Roman, Verlag danube books, Ulm 2016, ISBN 978-3-946046-05-9.

## Übersetzung (Auswahl)
- Márton Kalász: Dezimierungszettel. Mit Robert Schiff. Neue Zeitung-Bücher, Band 3, Budapest 2002.
- Márton Kalász: Dunkle Wunde. Hölderlin-Gedichte. Mit Robert Schiff. Verlag Das Wunderhorn, Heidelberg 2003.
- Ákos Győrffy: Regungslos. Gedichte. Pop Verlag, Ludwigsburg 2012. ISBN 978-3-86356-048-5.
- Streiflichter. Fénycsóvák. Anthologie ungarischer Gedichte. Zweisprachige Ausgabe Ungarisch / Deutsch. Nachworte von Orsolya Kalász und Árpárd Hudy. Edition Lyrik Kabinett, München 2018, ISBN 978-3-93877-647-6.